# Regenerativno kočenje
Regenerativnim kočenjem smatra se svako kočenje kod kojeg se dio kinetičke energije sprema u neki drugi oblik energije, umjesto da se toplinom rasprši u okolinu. Dio pohranjene energije može se u određenim uvjetima iskoristiti za bolji i efikasniji rad stroja. 
Podjela: 
1. Regenerativno kočenje koje se temelji na principu zamašnjaka
2. Regenerativno kočenje koje se temelji na principu generatora
3. Hidrauličko regenerativno kočenje

## Korištenje zamašnjaka u svrhu regenerativnog kočenja
Određenu količinu kinetičke energije posjeduje svako tijelo koje se giba, pa tako i tijela koja rotiraju. Kad je potrebno usporiti vozilo, kod regenerativnog kočenja na principu zamašnjaka predaje se određena količina energije u zamašnjak na račun kinetičke energije vozila, tj. kinetička energija gibanja vozila se pretvara u kinetičku energiju zamašnjaka. Kad je potrebna dodatna energija vozilu proces je obrnut: kinetička se energija sa zamašnjaka predaje na kotače povećavajući pritom kinetičku energiju vozila. U takvim energetskim transformacijama nema gubitka kinetičke energije u toplinu koja se rasipa u okolinu. Da bi se postiglo maksimalno iskorištenje zamašnjaka, on mora biti savršeno izbalansiran, te izveden tako da se ukloni utjecaj svih vanjskih čimbenika. Zbog toga se zamašnjak često nalazi u vakuumu. Kod automobila se taj tip regeneracijskog kočenja realizira mehaničkom vezom između kotača i zamašnjaka, te se tijekom kočenja mehaničkim putem ubrzava zamašnjak koji je smješten u pogonskom sklopu motora. Ako se želi iskoristiti energija akumulirana na zamašnjaku potrebno je usporiti zamašnjak i oslobođenu energiju posebnim sustavom prenijeti na kotače automobila. 

### Nedostatci zamašnjaka u svrhu regenerativnog kočenja
Zamašnjak može vrlo brzo isporučiti snagu koju posjeduje, ali to mu je nažalost jedina prednost nad baterijama. Baterije imaju mnogo bolju gustoću energije po kilogramu od zamašnjaka. Odličan je kao kratkotrajna pomoć motoru s unutarnjim izgaranjem u start-stop gradskom prometu, ali na otvorenoj cesti nema nikakve koristi. Također, svijet ide prema cjelokupnoj elektrifikaciji prometa, a zamašnjak jednostavno nema dovoljno dobra svojstva za tu primjenu. Zamašnjak ima i ograničen vijek trajanja i češće se mora zamijeniti nego baterije. Osim toga, zamašnjak može čuvati manju količinu energije po jedinici volumena i po jedinici mase, što je naravno velika manjkavost naspram baterijskih rješenja. Konačno, zamašnjak nije tako učinkovit kao baterije u pohranjivanju i isporuci energije.

### KERS (Kinetic Energy Recovery System)
KERS je prvi put u Formuli 1 predstavljen 2009. godine.  Koristila su ga četiri od deset timova i svi su se odlučili na baterijsku pohranu energije. Williams je jedini tim koji je razvijao KERS sa zamašnjakom. Umjesto CVT-a Williams je koristio sustav koji je kinetičku energiju pretvarao u električnu (elektromagnetskom indukcijom) i onda bi s tom električnom energijom ubrzavao zamašnjak (također putem elektromagnetske indukcije). Prednost ovog sistema je što ne mora biti smješten blizu mjenjača, a to zauzvrat daje više prilagodljivosti za smještaj u odnosu na druge komponente. Za sezonu 2010. godine punjenje gorivom tijekom utrke bilo je zabranjeno; rezervoari su postali veći, a mjesta za Williamsovo rješenje više nije bilo. No njihov sistem je ipak zaživio i imao uspjeha u drugim kategorijama, poput endurance racinga. Audi R18 e-tron quattro pobijedio je na utrci Le Mans tri godine zaredom od 2012. do 2014. godine. Također Williamsov sistem je ugrađen u neke Londonske autobuse 2015. godine.

## Generatorsko kočenje

### Motorno i generatorsko stanje elektromotornog pogona
Elektromotorni pogon može raditi u bilo kojem kvadrantu n-M dijagrama (odnos brzine vrtnje i momenta) ako za to postoje određeni uvjeti. U kvadrantima s istim smjerovima (predznakom) momenta i brzine vrtnje pogonsko stanje je motorno, a u kvadrantima u kojima je smjer momenta i brzine različit pogonsko stanje je kočno (generatorsko). Kočno (generatorsko) pogonsko stanje za cilj ima usporiti ili zaustaviti elektromotorni pogon. Postoje tri vrste kočenja elektromotornog pogona: elektrodinamičko kočenje, elektrootporno kočenje i generatorsko (korisno) kočenje. Da bi elektromotorni pogon regenerativno kočio on mora raditi u području generatorskog kočnog stanja. Generatorsko kočenje nastaje kad motor elektromotornog pogona počne raditi kao generator s brzinom vrtnje iznad brzine vrtnje praznog hoda. Brzina vrtnje praznog hoda određena je parametrima izvora. Pri takvom kočenju stroj radi u stanju kod kojeg moment i brzina vrtnje imaju suprotan predznak, a elektromotor vraća energiju u izvor. Prednost takvog rada motora je mogućnost vraćanja energije u izvor dok je nedostatak taj što je takav rad ograničen činjenicom da brzina vrtnje mora biti veća od brzine vrtnje praznog hoda, što se događa samo u određenim uvjetima rada motora. Potpuno zaustavljanje elektromotora generatorskim (korisnim) kočenjem moguće je samo ako se motor napaja preko posebnih izvora promjenjivih parametara napajanja, koji mogu voditi struju i u suprotnom smjeru. Takvo kočenje može nastati, na primjer, kod kretanja električnog vozila na nizbrdici ili kod spuštanja tereta električnom dizalicom.

### Korištenje generatorskog principa u svrhu regenerativnog kočenja
Takvo kočenje koristi se kod električnih ili hibridnih vozila. Zanimljivo svojstvo vozila s elektromotorom je to što, ako se motor vrti u jednom smjeru (moment i brzina vrtnje su u istom smjeru), pretvara električnu energiju iz izvora, najčešće baterije, u kinetičku energiju, a kad se vrti u suprotnom smjeru (moment i brzina vrtnje u suprotnom smjeru), kod kočenja se ponaša kao generator i šalje električnu energiju u izvor, tj. puni bateriju ili šalje struju u mrežu. Tako se vozilu smanjuje brzina bez trošenja kinetičke energije na toplinu. Električna ili hibridna vozila s takvim sustavom za kočenje koriste, uz to, i standardne kočnice koje rade na principu trenja pa motor mora prepoznati koji je sustav kočenja bolji u određenim uvjetima. To je najčešće kontrolirano elektroničkim putem. Razlika hibridnog vozila od električnog je ta što hibridna vozila uz električni motor koristi i motor s unutarnjim izgaranjem, te kombiniraju karakteristike vožnje motora s unutarnjim izgaranjem s niskom potrošnjom i radom bez štetnih emisija električnog motora. Da bi se osigurala niska potrošnja goriva hibridnog vozila, baterija (električni izvor elektromotora) vozila mora biti puna, jer ako se baterija isprazni za pogon vozila odgovoran je samo motor s unutarnjim izgaranjem. Hibridno vozilo s praznom baterijom ponaša se kao standardno vozilo s motorom s unutarnjim izgaranjem. Električnim generatorskim kočenjem može se „spasiti“ 50 % energije koja se standardnim kočnicama gubi u toplinu. Takvim sustavima može se smanjiti potrošnja goriva za 10-25 %. Najveći nedostatak hibridnih i električnih vozila je izvor napajanja. Cijena baterija s većom trajnošću reda su veličine kao cijena ostatka vozila, ali i te cijene padaju kako se razvijaju tehnologije za njihovu proizvodnju. Takav sustav za kočenje koriste se u mnogim modelima automobila od kojih su najpoznatiji Toyota Prius, Honda Insight, Tesla Roadster, Tesla Model S, Nissan Leaf, Mahindra Reva, Chevrolet Volt, Ford C-Max...

## Hidrauličko regenerativno kočenje (HPA braking: Hydraulic Power Assisted braking)
HPA je alternativni sustav regeneracijskog kočenja koji su razvile tvrtka Ford i korporacija Eaton. S tim sustavom, kad vozač pritisne papučicu za kočenje, kinetička energija vozila se pretvara u energiju potrebnu za pogon reverzibilne pumpe koja tlači tekućinu iz spremnika niskog tlaka u spremnik visokog tlaka. U spremniku visokog tlaka tekućina smanjuje volumen dušika koji se nalazi u spremniku visokog tlaka, pri čemu mu povisuje tlak kod kočenja vozila. Energija koja se troši na pogon pumpe može u potpunosti zaustaviti vozilo. Dušik ostaje na visokom tlaku sve dok vozač ne pritisne papučicu za „gas“. U tom trenutku dušik pod tlakom počinje tlačiti tekućinu natrag kroz reverzibilnu pumpu koja ubrzava vozilo. Takvim sustavom kočenja se efektivno koristi energija potrebna za zaustavljanje vozila, te za naknadno ubrzavanje vozila kad je to potrebno.

### Nedostatci hidrauličkog regenerativnog kočenja
Iako su hidraulični sustavi regenerativnog kočenja razvijeni i testirani, još uvijek se nisu široko prihvatili kao druge vrste regenerativnog kočenja poput onih koji koriste električne motore, a za to postoji nekoliko razloga. Prvi je razlog da hidraulični sustavi regenerativnog kočenja mogu biti kompleksni i skupi za proizvodnju i održavanje. Potrebno je koristiti specijalizirane hidraulične komponente, poput pumpi i motora, koji su skupi za proizvodnju i servisiranje. Drugi je razlog taj da hidraulični sustavi regenerativnog kočenja mogu biti manje učinkoviti od drugih vrsta regenerativnog kočenja. Električni motori su u pravilu učinkovitiji u recikliranju i pohranjivanju energije od hidrauličnih pumpi / motora. Također, hidraulični sustavi regenerativnog kočenja možda nisu tako pogodni za određene vrste vozila ili uvjete vožnje kao druge vrste regenerativnog kočenja. Na primjer, mogu biti manje učinkoviti u recikliranju energije tijekom visokih brzina kočenja ili u vozilima s velikim opterećenjima. Hidraulični sustavi regenerativnog kočenja imaju potencijala da budu korisna tehnologija, iako se još uvijek nisu široko prihvatili kao druge vrste regenerativnog kočenja zbog kombinacije tehničkih, ekonomskih i praktičnih izazova.